# Tschechische Faustballnationalmannschaft der Männer
Die tschechische Faustballnationalmannschaft der Männer ist die von den tschechischen Nationaltrainern getroffene Auswahl tschechischer Faustballspieler. Sie repräsentieren die Czech Fistball Association (CFA) auf internationaler Ebene bei Veranstaltungen der European Fistball Association und International Fistball Association.

## Internationale Erfolge
1995 in Namibia nahm die Männernationalmannschaft aus Tschechien zum ersten Mal an einer Weltmeisterschaft teil. Den ersten internationalen Auftritt hatten die Tschechen ein Jahr zuvor bei der Faustball-Europameisterschaft 1994.

### Weltmeisterschaften
| - 1995 in Namibia: 10. Platz (von 10) - 1999 in der Schweiz: 8. Platz (von 12) - 2003 in Brasilien: nicht teilgenommen - 2007 in Deutschland: nicht teilgenommen | - 2011 in Österreich: 11. Platz (von 12) - 2015 in Argentinien: 11. Platz (von 14) - 2019 in der Schweiz: 9. Platz (von 18) |

### Europameisterschaften
| - 1994 in Deutschland: 6. Platz - 1996 in Österreich: 5. Platz - 1998 in Deutschland: 5. Platz - 2000 in Österreich: 6. Platz - 2002 in Deutschland: 6. Platz - 2004 in der Schweiz: nicht teilgenommen - 2006 in Österreich: nicht teilgenommen | - 2008 in Deutschland: 6. Platz - 2010 in der Schweiz: 6. Platz - 2012 in Deutschland: 5. Platz - 2014 in der Schweiz: 5. Platz - 2016 in Österreich: 5. Platz - 2018 in Deutschland: 5. Platz - 2020 in Italien: |

## Aktueller Kader
Kader bei der Faustball-WM 2015 in Argentinien:
| Nr.            | Name          | Verein         |         |         |         |         |         |
| Angriff        | Angriff       | Angriff        | Angriff | Angriff | Angriff | Angriff | Angriff |
| -------------- | ------------- | -------------- | ------- | ------- | ------- | ------- | ------- |
| 2              | Martin Lysák  | FaC Zdechovice |         |         |         |         |         |
| 8              | Jan Mazal     | FaC Zdechovice |         |         |         |         |         |
| 10             | Daniel Mazal  | FaC Zdechovice |         |         |         |         |         |
| Abwehr/Zuspiel |               |                |         |         |         |         |         |
| 1              | Michal Brázda | FaC Zdechovice |         |         |         |         |         |
| 3              | Thomas Werth  | PSV Berlin     |         |         |         |         |         |
| 4              | Michal Brázda | FaC Zdechovice |         |         |         |         |         |
| 5              | Ctirad Grüner | PSV Berlin     |         |         |         |         |         |
| 6              | Michal Beck   | FaC Zdechovice |         |         |         |         |         |
| 7              | Martin Loužil | FaC Zdechovice |         |         |         |         |         |

### Trainer
| Name           | Funktion   |
| -------------- | ---------- |
| Mgr. Jan Mazal | Trainer    |
| Petr Riedl     | Co-Trainer |

## Länderspiele
Aufgelistet sind alle Spiele, die die Faustballnationalmannschaft Tschechiens in den Jahren 2015 und 2016 bestritt.
| Datum         | Ergebnis | Gegner             | Austragungsort         | Anlass                             | Bemerkungen       |
| ------------- | -------- | ------------------ | ---------------------- | ---------------------------------- | ----------------- |
| 15. Nov. 2015 | 0:3      | Chile              | Embalse                | Faustball-Weltmeisterschaft 2015   |                   |
| 15. Nov. 2015 | 0:3      | Österreich         | Embalse                | Faustball-Weltmeisterschaft 2015   |                   |
| 16. Nov. 2015 | 0:3      | Brasilien          | Embalse                | Faustball-Weltmeisterschaft 2015   |                   |
| 16. Nov. 2015 | 1:3      | Italien            | Embalse                | Faustball-Weltmeisterschaft 2015   |                   |
| 17. Nov. 2015 | 0:3      | Vereinigte Staaten | Villa General Belgrano | Faustball-Weltmeisterschaft 2015   |                   |
| 17. Nov. 2015 | 3:0      | Südafrika          | Villa General Belgrano | Faustball-Weltmeisterschaft 2015   |                   |
| 20. Nov. 2015 | 0:3      | Argentinien        | Villa General Belgrano | Faustball-Weltmeisterschaft 2015   |                   |
| 20. Nov. 2015 | 2:3      | Kolumbien          | Villa General Belgrano | Faustball-Weltmeisterschaft 2015   |                   |
| 21. Nov. 2015 | 2:0      | Pakistan           | Villa General Belgrano | Faustball-Weltmeisterschaft 2015   | Spiel um Platz 11 |
| 26. Aug. 2016 | 2:0      | Polen              | Grieskirchen           | Faustball-Europameisterschaft 2016 |                   |
| 26. Aug. 2016 | 2:0      | Spanien            | Grieskirchen           | Faustball-Europameisterschaft 2016 |                   |
| 26. Aug. 2016 | 2:0      | Serbien            | Grieskirchen           | Faustball-Europameisterschaft 2016 |                   |
| 27. Aug. 2016 | 1:3      | Italien            | Grieskirchen           | Faustball-Europameisterschaft 2016 |                   |
| 27. Aug. 2016 | 3:1      | Polen              | Grieskirchen           | Faustball-Europameisterschaft 2016 |                   |
| 28. Aug. 2016 | 3:0      | Serbien            | Grieskirchen           | Faustball-Europameisterschaft 2016 | Spiel um Platz 5  |